# Ołeksandr Sawycki
Ołeksandr Wałerijowycz Sawycki, ukr. Олександр Валерійович Савицький (ur. 3 maja 1971 w Kijowie, Ukraińska SRR) – ukraiński hokeista, reprezentant Ukrainy, trener hokejowy.
Jego syn Nikita (ur. 1999) także został hokeistą, grającym na pozycji obrońcy.

## Kariera zawodnicza
- SzWSM Kijów (1987-1989)
- / Sokił Kijów (1989-1994)
- HC Pilzno 1929 (1994/1995)
- Ak Bars Kazań (1996-1999)
- HKm Zvolen (1999-2000)
- Chimik Woskriesiensk (2000)
- ES Weißwasser (2000-2001)
- CSKA Moskwa (2001-2002)
- Sokił Kijów (2002-2005)
  -  Aalborg IK Panthers (2002/2003)
  -  IF Björklöven (2003/2004)
- HK Kieramin Mińsk (2005-2006)
- Sokił Kijów (2006-2008)
  -  Berkut Browary (2006/2007)

W trakcie kariery występował głównie w lidze radzieckiej oraz lidze ukraińskiej, a ponadto w innych ligach europejskich.
W barwach Ukrainy uczestniczył w turniejach mistrzostw świata 1993, 1994, 1995, 1997 (Grupa C), 1998 (Grupa B), 1999 (Grupa A), 2000, 2001, 2004 (Elita).

## Kariera trenerska
- Reprezentacja Ukrainy (2008/2009), asystent trenera
- Reprezentacja Ukrainy do lat 20 (2009-2011), główny trener
- Reprezentacja Ukrainy do lat 18 (2012-2013), główny trener
- HK Podoł Kijów (2010-2011), główny trener
- Kryżynka Kijów do lat 20 (2012-2013), asystent trenera
- HK Krzemieńczuk (2013-2014), główny trener
- Reprezentacja Ukrainy (2015-2018), główny trener
- HK Krzemieńczuk (2014-2017), menedżer generalny
- HK Krzemieńczuk (2017-), główny trener

Po zakończeniu kariery został trenerem. Podczas turnieju mistrzostw świata seniorów 2009 (Dywizja I) był asystentem głównego trenera. Następnie był głównym trenerem kadry Ukrainy do lat 20 w turniejach mistrzostw świata juniorów do lat 20 edycji 2010, 2011 oraz kadry do lat 18 w turnieju mistrzostw świata juniorów do lat 18 edycji 2013 (wszystkie turnieje Dywizji I).
Równolegle pracował w podrzędnych ukraińskich zespołach klubowych. W 2013 przeszedł do sztabu szkoleniowego klubu HK Krzemieńczuk, początkowo jako trener, następnie od 2014 przez trzy sezony jako menedżer generalny. W tym okresie, w sierpniu 2015 działając równolegle powrócił równolegle na stanowisko głównego trenera seniorskiej kadry Ukrainy. Prowadził reprezentację w turniejach mistrzostw świata 2016, 2017, 2018 (Dywizja IA). Po edycji z 2018 odszedł z posady selekcjonera. W 2017 został głównym trenerem zespołu HK Krzemieńczuk, zastępując na tym stanowisku Dmytro Pidhurskiego, jednocześnie swojego asystenta w kadrze Ukrainy.

## Sukcesy
Reprezentacyjne zawodnicze
- Awans do mistrzostw świata Grupy B: 1997
- Awans do mistrzostw świata Grupy A: 1998

Klubowe zawodnicze
- Złoty medal mistrzostw Ukrainy: 1993, 1995, 2003, 2004, 2005, 2008 z Sokiłem Kijów
- Srebrny medal mistrzostw Ukrainy: 1994 z Sokiłem Kijów, 2007 z Berkutem Browary
- Złoty medal mistrzostw Rosji: 1998 z Ak Barsem Kazań
- Brązowy medal mistrzostw Rosji: 1999 z Ak Barsem Kazań
- Srebrny medal mistrzostw Słowacji: 2000 z HKm Zvolen
- Awans do Superligi rosyjskiej: 2002 z CSKA Moskwa
- Brązowy medal Wschodnioeuropejskiej Ligi Hokejowej: 2003 z Sokiłem Kijów
- Czwarte miejsce ekstraligi białoruskiej: 2005 z Sokiłem Kijów

Reprezentacyjne szkoleniowe
- Awans do mistrzostw świata Dywizji I Grupy A: 2016

Klubowe szkoleniowe
- Srebrny medal mistrzostw Ukrainy: 2015, 2017, 2018, 2023 z HK Krzemieńczuk
- Brązowy medal mistrzostw Ukrainy: 2016, 2019 z HK Krzemieńczuk
- Złoty medal mistrzostw Ukrainy: 2020 z HK Krzemieńczuk